# Palazzina Pontenani
La palazzina Pontenani è un edificio storico di Firenze, situato tra via Tripoli 30 e via delle Casine. 

## Storia e descrizione

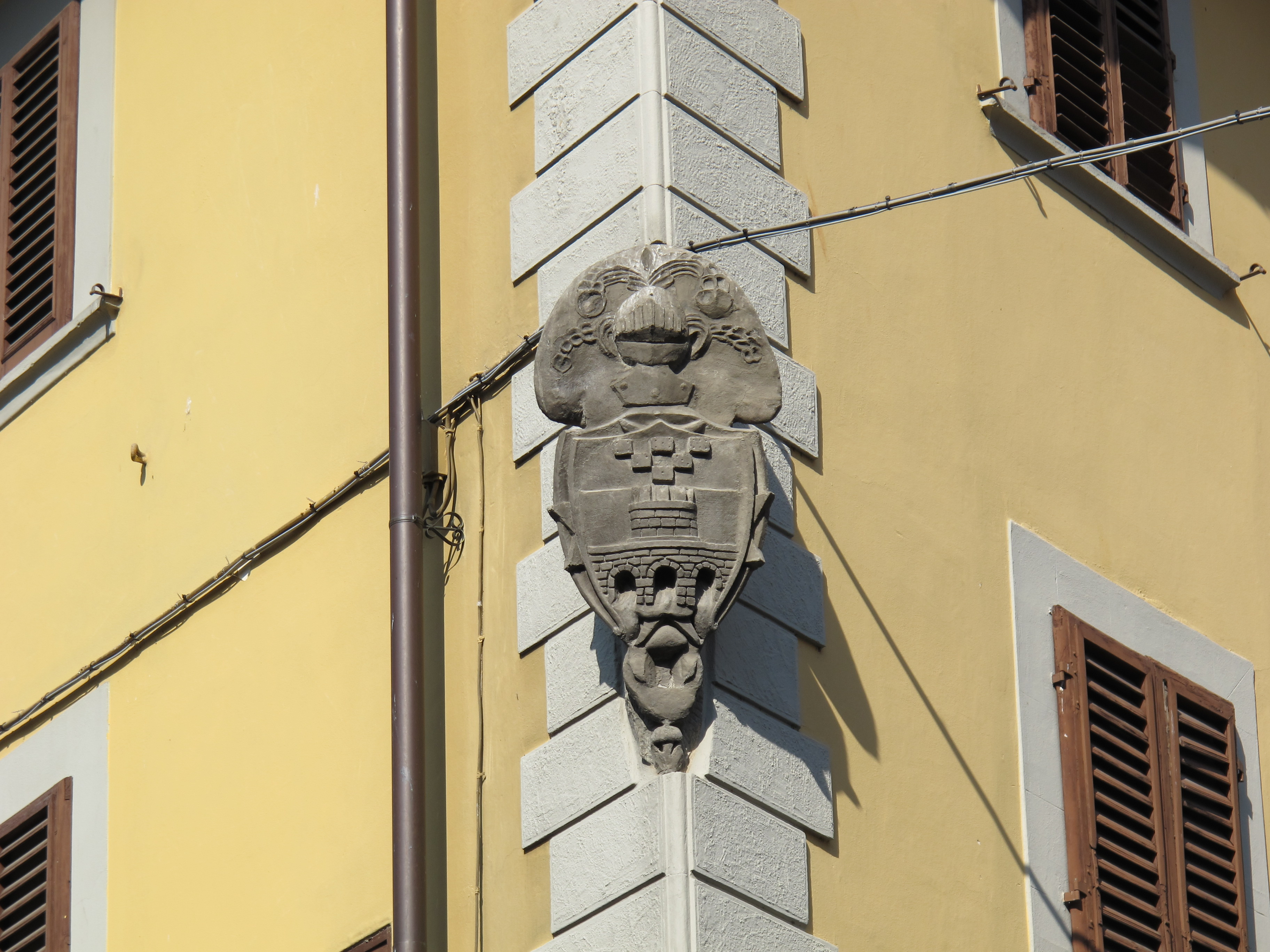
Stemma d'angolo fra il II piano f.t. e il mezzanino

L'edificio costituisce la cantonata tra via Tripoli e via delle Casine, in una situazione che ricorda quella propria delle strade di un borgo, più che di una città, per la quiete e l'affacciarsi di spazi a verde, che ancor più doveva risulta palese prima dell'apertura dell'ultimo tratto di via delle Casine (tra via Tripoli e il lungarno della Zecca Vecchia), da datarsi attorno al 1880. Per quanto di non particolare rilievo architettonico, l'edificio è restaurato e ben tenuto: è nobilitato da scudi che si ripropongono sia sull'accesso al giardino (da via delle Casine) sia sulla cantonata, con l'arme della famiglia aretina dei Pontenani (qui senza smalti, ma d'azzurro, alla torre sostenuta da un ponte a tre archi fondato sulla riviera, il tutto al naturale, e a sei dadi d'argento, marcati di nero, posti in capo, 3.2.1). Su via delle Casine si vede anche una buchetta del vino.
La casa è dalla fine degli anni ottanta del Novecento sede della maison Regina Schrecker.
Anche nello scudo che si mostra sul prospetto della casa di fronte, per quanto in questo caso l'abrasione sia ancor più accentuata, sembra scorgere la stessa arme, a documentare un significativo radicamento del casato nella zona.